# Pompierre-sur-Doubs
Pour les articles homonymes, voir Pompierre (homonymie).

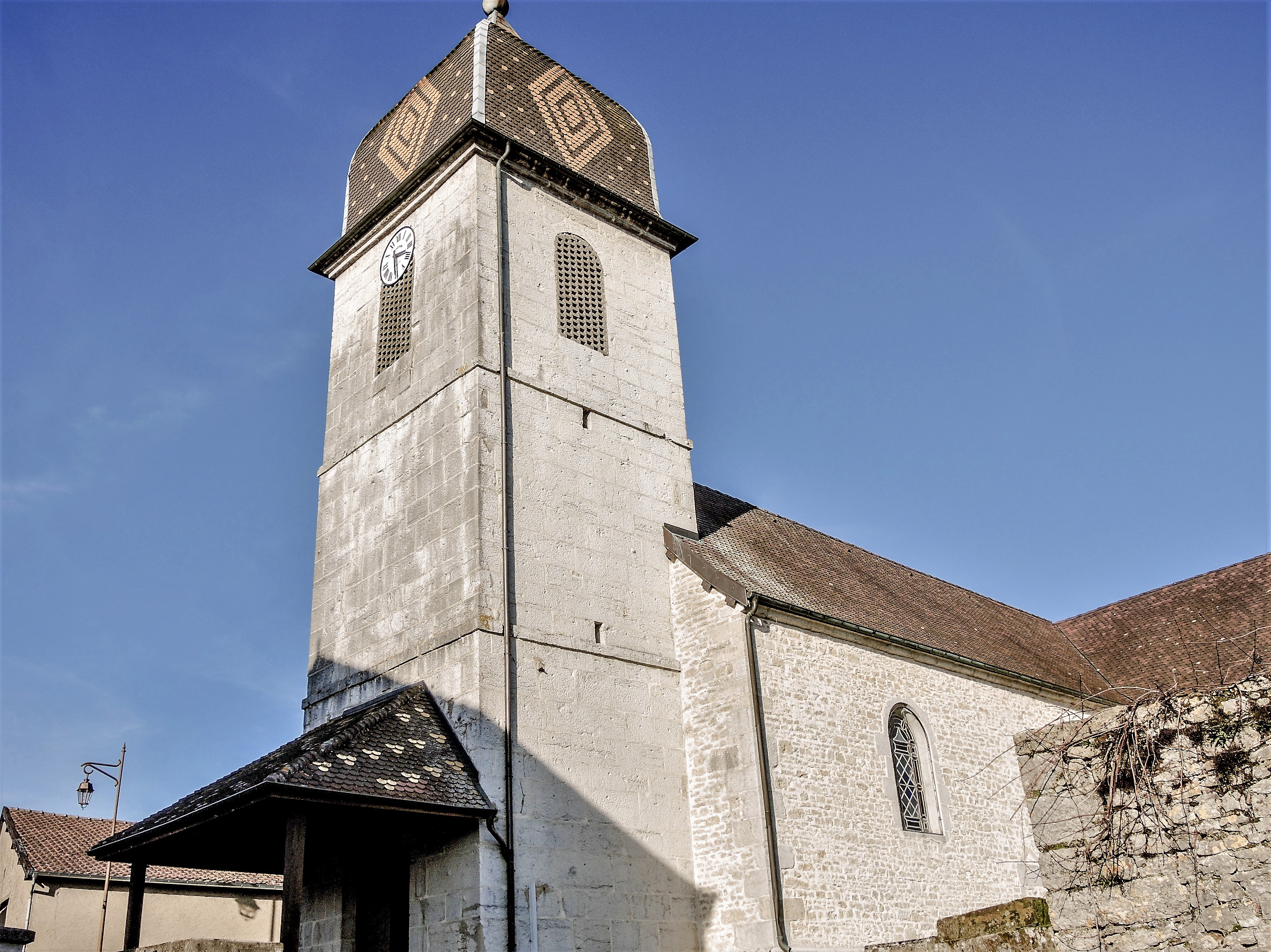
Église Saint-Léger.

Pompierre-sur-Doubs est une commune française située dans le département du Doubs, la région culturelle et historique de Franche-Comté et la région administrative Bourgogne-Franche-Comté.
Les habitants de Pompierre-sur-Doubs sont appelés les Pompierrois.

## Géographie

### Toponymie
Pompierre en 1132 ; Ponte Pietra en 1147 ; Pomperre en 1173 ; Pompierre en 1228 ; Pontpierre en 1323, 1671.
Du latin pontem « pont » et petra « pierre ».

### Hydrographie
La commune est bordée au sud par la rivière Doubs et traversée par le canal du Rhône au Rhin, avec ses 2 écluses au gabarit Freycinet : n° 31 (Pompierre) et n°30 (plaine de Pompierre /Gué de Ponton).
Le ruisseau de Soye, qui se jette dans le Doubs (rive droite) à Pompierre, prend sa source à Soye. Long de 6.3 kilomètres, il alimentait autrefois des moulin, scierie, taillanderie. Aujourd'hui, seule une pisciculture utilise son eau.

### Climat
Pour des articles plus généraux, voir Climat de la Bourgogne-Franche-Comté et Climat du Doubs.
En 2010, le climat de la commune est de type climat de montagne, selon une étude du Centre national de la recherche scientifique s'appuyant sur une série de données couvrant la période 1971-2000. En 2020, Météo-France publie une typologie des climats de la France métropolitaine dans laquelle la commune est exposée à un climat semi-continental et est dans la région climatique  Jura, caractérisée par une forte pluviométrie en toutes saisons (1 000 à 1 500 mm/an), des hivers rigoureux et un ensoleillement médiocre. 
Pour la période 1971-2000, la température annuelle moyenne est de 10,5 °C, avec une amplitude thermique annuelle de 17,2 °C. Le cumul annuel moyen de précipitations est de 1 211 mm, avec 13,4 jours de précipitations en janvier et 10,2 jours en juillet. Pour la période 1991-2020, la température moyenne annuelle observée sur la station météorologique de Météo-France la plus proche, « Branne_sapc », sur la commune de Branne à 6 km à vol d'oiseau, est de 11,1 °C et le cumul annuel moyen de précipitations est de 1 127,0 mm. 
La température maximale relevée sur cette station est de 39 °C, atteinte le 7 août 2015 ; la température minimale est de −19,8 °C, atteinte le 20 décembre 2009,,. 
Les paramètres climatiques de la commune ont été estimés pour le milieu du siècle (2041-2070) selon différents scénarios d'émission de gaz à effet de serre à partir des nouvelles projections climatiques de référence DRIAS-2020. Ils sont consultables sur un site dédié publié par Météo-France en novembre 2022.

## Urbanisme

### Typologie
Au 1er janvier 2024, Pompierre-sur-Doubs est catégorisée commune rurale à habitat dispersé, selon la nouvelle grille communale de densité à 7 niveaux définie par l'Insee en 2022.
Elle est située hors unité urbaine et hors attraction des villes,.

### Occupation des sols
L'occupation des sols de la commune, telle qu'elle ressort de la base de données européenne d’occupation biophysique des sols Corine Land Cover (CLC), est marquée par l'importance des territoires agricoles (64,2 % en 2018), une proportion identique à celle de 1990 (64,2 %). La répartition détaillée en 2018 est la suivante : 
forêts (32,2 %), terres arables (31,5 %), prairies (25,9 %), zones agricoles hétérogènes (6,8 %), zones urbanisées (3,7 %). L'évolution de l’occupation des sols de la commune et de ses infrastructures peut être observée sur les différentes représentations cartographiques du territoire : la carte de Cassini (XVIIIe siècle), la carte d'état-major (1820-1866) et les cartes ou photos aériennes de l'IGN pour la période actuelle (1950 à aujourd'hui).

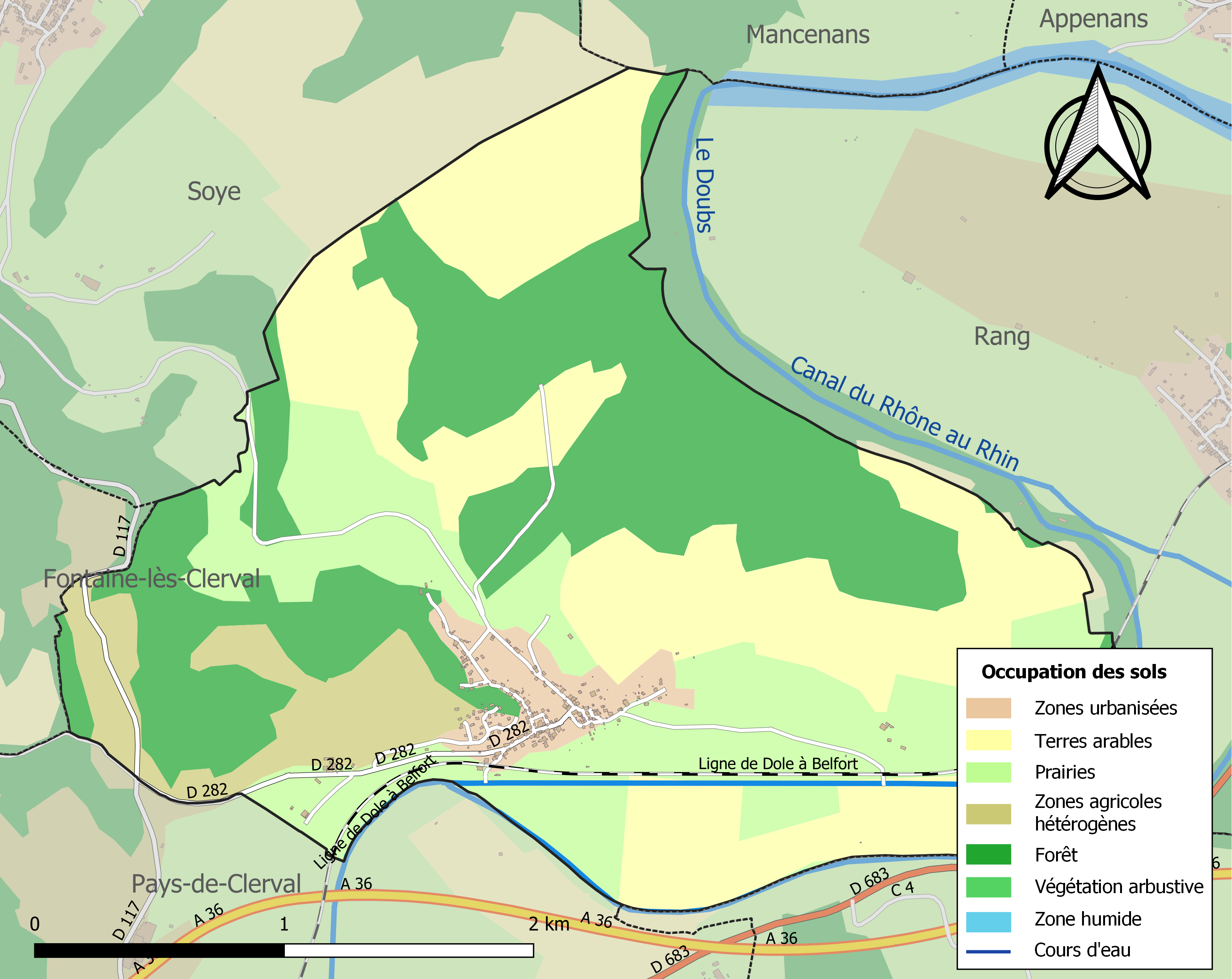
Carte des infrastructures et de l'occupation des sols de la commune en 2018 (CLC).

## Histoire
Le village est situé sur le tracé de la voie romaine du Rhin, entre Vesontio (Besançon) et Epomanduodurum (Mandeure). L'historien Jules Gauthier signalait, en 1883, la présence de ruines  romaines au lieu-dit "Ruenans" ainsi que la découvertes de monnaies romaines, du Ier siècle, le long de la voie. Son tracé dans le village n'est pas connu exactement, mais elle devait passer en son centre, donc se trouver sous certaines des habitations.
Une borne milliaire a été dégagée, en 2011, d'un bosquet située à un carrefour de la rue des Juifs. Mesurant 1,42 m de haut pour une circonférence de 1,70 m à mi hauteur, cette  borne en grès rose, qui avait été surmontée d'un crucifix, faisait fonction jusque dans les années 1950 de lieu de prières lors des processions de la Fête-Dieu ou des Rogations. Un sondage archéologique a révélé que la borne, logiquement située en bordure de voie, avait été déplacée au cours du XVIIIe siècle. 
Émile Razel, tailleur de pierre et maçon crée l'entreprise Razel-Bec aujourd'hui intégrée au groupe Fayat à Pompierre-sur-Doubs en 1880.

## Politique et administration
| Période                                  | Période                   | Identité                                            | Étiquette | Qualité             |
| ---------------------------------------- | ------------------------- | --------------------------------------------------- | --------- | ------------------- |
| mars 2001                                | 2014                      | Pierrette Purguy                                    |           |                     |
| 08/02/2019                               | En cours (au 31 mai 2020) | Marie-Pierre Vernay Réélue pour le mandat 2020-2026 | SE        | Agent administratif |
| Les données manquantes sont à compléter. |                           |                                                     |           |                     |

## Démographie
L'évolution du nombre d'habitants est connue à travers les recensements de la population effectués dans la commune depuis 1793. Pour les communes de moins de 10 000 habitants, une enquête de recensement portant sur toute la population est réalisée tous les cinq ans, les populations de référence des années intermédiaires étant quant à elles estimées par interpolation ou extrapolation. Pour la commune, le premier recensement exhaustif entrant dans le cadre du nouveau dispositif a été réalisé en 2006.

En 2022, la commune comptait 298 habitants, en évolution de −2,93 % par rapport à 2016 (Doubs : +1,88 %, France hors Mayotte : +2,11 %).
| 1793 | 1800 | 1806 | 1821 | 1831 | 1836 | 1841 | 1846 | 1851 |
| ---- | ---- | ---- | ---- | ---- | ---- | ---- | ---- | ---- |
| 340  | 338  | 331  | 344  | 399  | 404  | 398  | 396  | 462  |

| 1856 | 1861 | 1866 | 1872 | 1876 | 1881 | 1886 | 1891 | 1896 |
| ---- | ---- | ---- | ---- | ---- | ---- | ---- | ---- | ---- |
| 461  | 482  | 437  | 401  | 404  | 424  | 449  | 421  | 376  |

| 1901 | 1906 | 1911 | 1921 | 1926 | 1931 | 1936 | 1946 | 1954 |
| ---- | ---- | ---- | ---- | ---- | ---- | ---- | ---- | ---- |
| 372  | 337  | 317  | 294  | 268  | 301  | 258  | 248  | 301  |

| 1962 | 1968 | 1975 | 1982 | 1990 | 1999 | 2006 | 2011 | 2016 |
| ---- | ---- | ---- | ---- | ---- | ---- | ---- | ---- | ---- |
| 319  | 303  | 311  | 258  | 244  | 273  | 312  | 307  | 307  |

| 2021 | 2022 | - | - | - | - | - | - | - |
| ---- | ---- | - | - | - | - | - | - | - |
| 300  | 298  | - | - | - | - | - | - | - |

## Lieux et monuments
- Église Saint-Léger : construite en 1724, elle possède un magnifique clocher comtois. Bien que l'édifice appartienne au diocèse de Besançon, l'église est desservie par l'ensemble de paroisses n°33 du diocèse de Belfort-Montbéliard.
- Stade municipal Michel-Duvaugiez
- Basilique Olivier-Tisserand : construite en 1354. Elle est issue d'une architecture mi-Baroque mi-panaméen.

## Héraldique
| Blason de Pompierre-sur-Doubs | Blason  | Coupé ondé: au 1) de gueules plain; au 2) fascé ondé d'azur et d'argent; à un pont droit de quatre arches sommé d'une croix hosannière d'argent maçonné de sable brochant sur la partition; au chef parti: au 1) d'azur à une fontaine monumentale sommée d'une statue de saint Léger d'argent maçonnée de sable, au 2) d'or à une roue de moulin de gueules. |
| Blason de Pompierre-sur-Doubs | Détails | Le statut officiel du blason reste à déterminer. |